# Рулитино
Рулитино — посёлок станции в Беловском районе Курской области. Входит в Малосолдатский сельсовет.

## География
Посёлок находится на закрытой ж/д остановке Рулитин, недалеко от реки Илёк в бассейне Псла, в 89 км к юго-западу от Курска, в 7 км к юго-западу от районного центра — Белая, в 5 км от центра сельсовета — Малое Солдатское.
Климат
Рулитино, как и весь район, расположен в поясе умеренно континентального климата с тёплым летом и относительно тёплой зимой (Dfb в классификации Кёппена).

## Население
| 2002 | 2010 |
| ---- | ---- |
| 59   | ↘51  |

## Инфраструктура
Личное подсобное хозяйство.

## Транспорт
Рулитино находится на автодороге регионального значения 38К-001 (Белая — Мокрушино — граница Белгородской области), в 2,5 км от автодороги межмуниципального значения 38Н-463 (Малое Солдатское — Вишнево), на автодороге 38Н-756 (38Н-463 — посёлок станции Рулитино), в 2 км от ближайшего ж/д остановочного пункта 94 км (линия Льгов I — Подкосылев).
В 75 км от аэропорта имени В. Г. Шухова (недалеко от Белгорода).